# GNU Linker
Der GNU Linker (oder ld) ist Teil der GNU Binutils und die GNU-Implementierung des Unix Ld-Befehls, der aus Objektdateien ausführbare Dateien erstellt.
Möglicher Ursprung des Namens „ld“ könnte entweder „LoaD“ oder „Link eDitor“ sein.